# Susan Ryan
Susan Maree Ryan (Sídney, 10 de octubre de 1942-ibidem, 27 de septiembre de 2020) fue una política y funcionaria pública australiana. Fue miembro del Partido Laborista Australiano (ALP) y ocupó un cargo ministerial en el gobierno de Hawke como ministra que asistió a la primera ministra para la Condición Jurídica y Social de la Mujer (1983-1988), ministra de Educación y Asuntos de la Juventud (1983-1984), ministra de Educación (1984-1987) y ministro de Estado Especial (1987-1988). Fue la primera mujer de la ALP en servir en el gabinete y participó notablemente en la creación de la Ley de Discriminación Sexual de 1984 y la Ley de Acción Afirmativa (Igualdad de Oportunidades en el Empleo) de 1986. Ryan se desempeñó como senadora por el Territorio de la Capital Australiana de 1975 a 1987. Después de dejar la política, se desempeñó como Comisionada de Discriminación por Edad de 2011 a 2016, dentro de la Comisión Australiana de Derechos Humanos.

## Primeros años
Ryan nació el 10 de octubre de 1942 en Camperdown, suburbio del interior occidental de Sídney. Fue hija de Florence Ena (de soltera Hodson) y Arthur Francis Aloysius Ryan; su madre trabajaba como asistente de ventas y su padre era servidor público. Ryan creció en el suburbio de Maroubra y asistió al Convento Brigidine. Se matriculó en el Sydney Teachers 'College en 1960, y se graduó de Licenciada en Artes en 1963. Ese mismo año se casó con el futuro diplomático Richard Butler.
Ryan trabajó como maestra hasta el nacimiento de su primer hijo en 1964, luego dirigió una pequeña empresa, Living Parish Hymn Book Publishing Company, desde su casa en Cremorne. En 1965, la familia se mudó a Canberra por la carrera de su esposo. Se matriculó como posgrado en la Universidad Nacional de Australia (ANU), estudiando literatura inglesa. En 1966 la familia se trasladó a Austria, donde Butler fue segundo secretario de la embajada de Australia en Viena. Regresaron a Australia en 1969 y Ryan reanudó sus estudios en ANU, también dando clases particulares a tiempo parcial en el Canberra College of Advanced Education. En 1970 se trasladaron a Nueva York para otro de los puestos diplomáticos de Butler; sin embargo, el matrimonio se rompió y Ryan regresó a Australia al año siguiente. Se divorciaron en 1972.
En 1973, Ryan se graduó de la ANU con una Maestría en Artes. Ese mismo año fue nombrada directora ejecutiva nacional del Consejo Australiano de Organizaciones Escolares Estatales. Ryan también fue miembro fundador de la rama Belconnen del Partido Laborista Australiano (ALP) y del Lobby Electoral de Mujeres. Se presentó sin éxito a la preselección de ALP en la División de Fraser antes de las elecciones federales de 1974.

## Carrera política
En 1974 Ryan fue nombrada miembro del Consejo Asesor de ACT no gubernamental y elegida miembro de la Cámara de la Asamblea de ACT no gubernamental, sirviendo brevemente entre 1975 y 1976 como miembro de Fraser.
En 1975 fue elegida como una de las dos primeras senadoras de la ACT, con el lema "El lugar de una mujer es en el Senado". Fue la primera senadora de ACT y la primera senadora laborista. Cuando el gobierno laborista de Hawke fue elegido en marzo de 1983, Ryan fue nombrada ministra de Educación y Asuntos de la Juventud y ministra que asistía al primer ministro de la condición jurídica y social de la mujer. Fue ministra de Educación en el segundo Ministerio de Hawke y se opuso a la reintroducción de tarifas para la educación terciaria a pesar del fuerte apoyo en el gabinete al principio de que el usuario paga. Posteriormente, se introdujo el Plan de contribución a la educación superior para financiar parcialmente la educación superior. Ryan renunció al Senado el 29 de enero de 1988.
Ryan tenía un fuerte enfoque en la igualdad de género en la política. El proyecto de ley de un miembro privado presentado por ella en 1981 fue crucial para el desarrollo de la Ley de Discriminación Sexual de 1984, la Ley de Acción Afirmativa (Igualdad de Oportunidades de Empleo para las Mujeres) de 1986, la Ley de Reforma del Servicio Público de 1984 y la Ley de Igualdad de Oportunidades de Empleo (Autoridades del Commonwealth) 1987. También fue miembro fundadora de la rama ACT del Lobby Electoral de Mujeres.

## Carrera post política

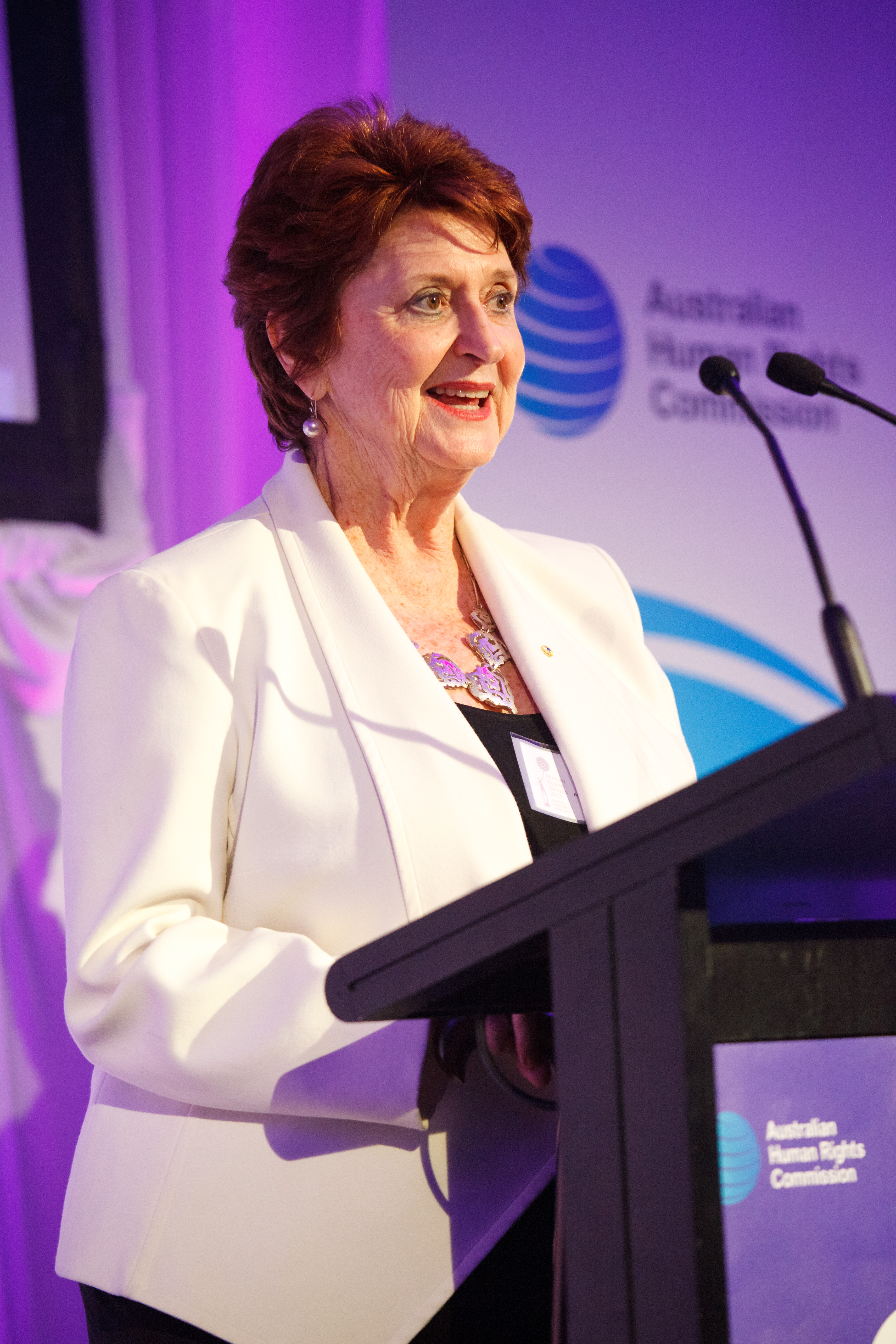
Ryan en los Premios de Derechos Humanos 2013.

Después de su renuncia a la política, Ryan trabajó como editora y en las industrias de seguros, plásticos y jubilación. En noviembre de 1998, Ryan fue nombrada una de los dos primeros pro-cancilleres de la Universidad de Nueva Gales del Sur, cargo que ocupó hasta 2011. Fue presidenta del Instituto Australiano de Fideicomisarios de Jubilación de 2000 a 2007. Ryan hizo campaña a favor de una declaración de derechos australiana y fue vicepresidente del Movimiento Republicano Australiano de 2000 a 2003. En 1999 Ryan publicó una autobiografía política, Atrapando las olas: la vida dentro y fuera de la política.
En julio de 2011, Ryan fue nombrada comisionada inaugural de Australia contra la discriminación por edad con la Comisión de Derechos Humanos de Australia por un período de 5 años. También fue nombrada en un  cargo de la Comisión para la Discriminación por Discapacidad, de 2014 a 2016.

## Premios y honores
Ryan fue nombrado Oficial de la Orden de Australia (AO) en junio de 1990. Recibió doctorados honorarios de la Universidad Nacional de Australia, la Universidad de Canberra, la Universidad Macquarie y la Universidad de Australia del Sur.
En abril de 2018, Ryan recibió el premio Alumno del año de la Universidad Nacional de Australia.

## Fallecimiento
Ryan murió el 27 de septiembre de 2020 en Sídney. Se había enfermado después de ir a nadar el 25 de septiembre y desde entonces había estado en cuidados intensivos en el Hospital Prince of Wales en Randwick.
Políticos australianos expresaron sus condolencias y expresaron sus respetos, entre ellos, el ex primer ministro Paul Keating dijo que el mayor logro de Ryan fue elevar la retención del año escolar 12 de tres de cada diez a nueve de cada diez. El entonces primer ministro Scott Morrison la llamó "pionera". La senadora de ACT Katy Gallagher dijo que Ryan hizo campaña para que el lugar de la mujer estuviera en "todos los lugares donde se tomaban decisiones".